# کشتن تریوان مارتین
تریوان مارتین نوجوان ۱۷ ساله دبیرستانی آمریکایی آفریقایی‌تبار بود که در تاریخ ۲۶ فوریه ۲۰۱۲ با شلیک به وسیله جرج زیمرمن در سنفورد، فلوریدا به قتل رسید. جرج زیمرمن یک هیسپانیک، ۲۸ ساله و نگهبان محله بود. هیئت منصفه دادگاهی که در فلوریدا تشکیل شد، پذیرفت جورج زیمرمن که آن‌زمان از نگهبانان محلی داوطلب بود، برای دفاع از خود دست به اسلحه برده است قتل از نوع غیرعمد بوده است. متهم و وکیل مدافع با رد این اتهام، در جریان محاکمه به قانون دفاع شخصی استدلال کردند. پس از رای دادگاه، در چند شهر آمریکا اعتراضاتی رویداد. تظاهرات به دعوت ال شارپتون، فعال پرسابقه حقوق مدنی سیاه‌پوستان، برگزار شد. هزاران نفر در شهرهای شیکاگو، لس‌آنجلس، میامی و نیویورک در مقابل ساختمان‌های فدرال تظاهرات کردند. معترضان خواهان "اجرای عدالت برای تریوان" هستند. شرکت‌کنندگان در این تظاهرات که روز شنبه در شهرهای مختلف آمریکا برگزار شده است، خواستار تشکیل پرونده توسط دولت مرکزی علیه جورج زیمرمن، قاتل این نوجوان شدند.
تریسی مارتین پدر تریوان می گوید ما فکر می کردیم که چون مدارک به اندازه کافی وجود دارد فرد قاتل به ارتکاب قتل محکوم خواهد شد. به نظر من آنها در دادگاه هرچیزی را که جرج زیمرمن گفته بود به عنوان حقیقت پذیرفتند. رئیس جمهوری آمریکا یک روز قبل از این اعتراضات گفت: "ما داریم تلاش می‌کنیم قوانین را تغییر دهیم تا دیگر هیچ‌وقت چنین اتفاقی نیفتد"